# Classe Pohang
La classe Pohang (en coréen : 포항급 초계함, en hanja : 浦項 級 哨 戒 艦) est une classe de corvettes à usage général exploitées par la marine de la république de Corée (ROKN). Celle-ci a joué un rôle de défense côtière à la fin de la guerre froide et après. Au total, 24 navires de la classe Pohang ont été construits en Corée du Sud. 12 navires restent en service dans la ROKN à partir de 2020.

## Historique

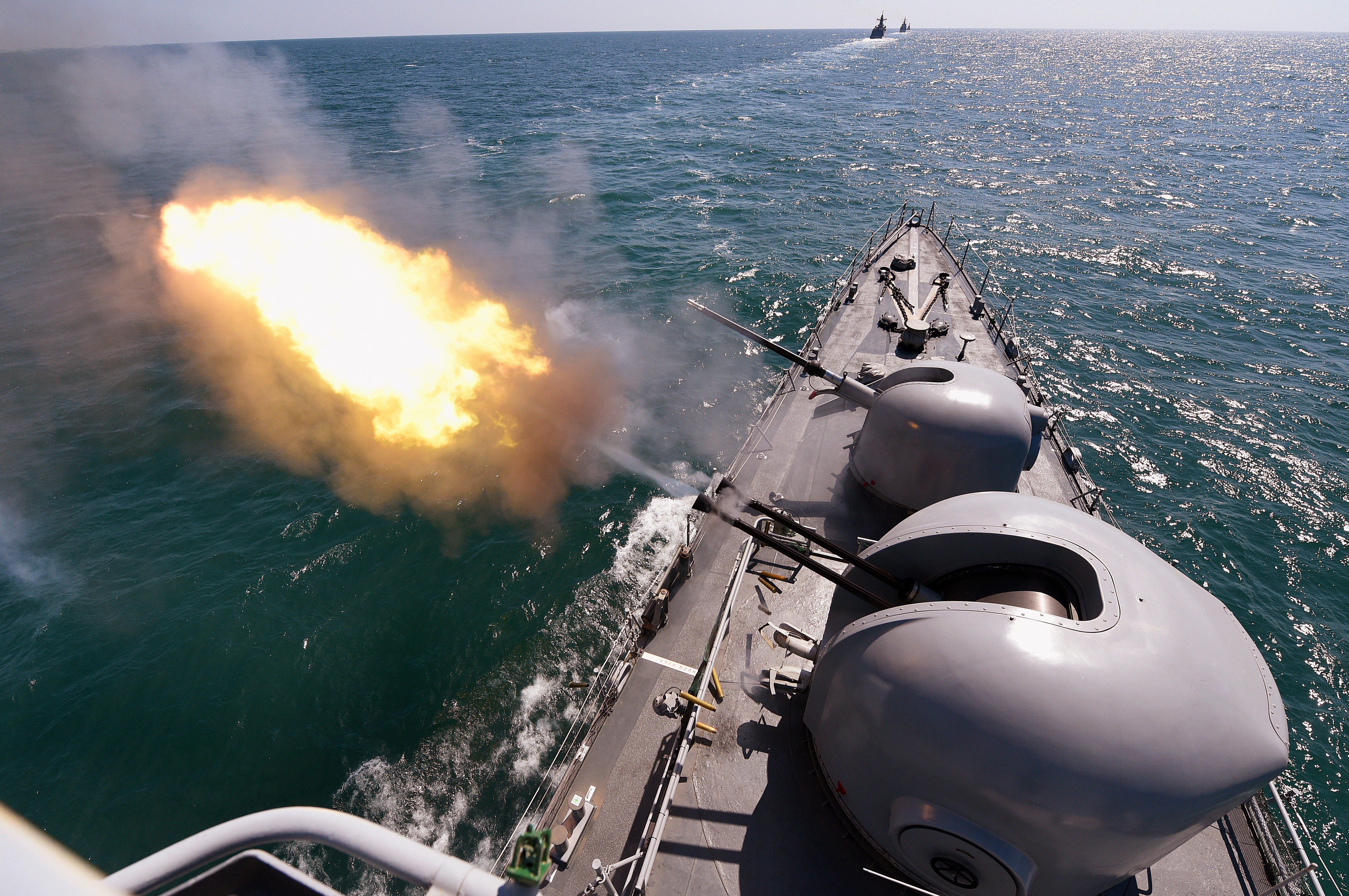
Exercice de tir de la tourelle DARDO le 23 mars 2015 d'une classe Pohang.

Les navires de patrouille de la classe Pohang sont des navires dont les principales missions sont la lutte anti-sous-marine et les activités de surveillance et d'accompagnement des autres navires de la flotte. La construction du premier navire a commencé en 1984 et tous les navires ont été achevés en 1993, soit un total de 24 navires. Il s'agit de la classe principale de corvettes de la république de Corée avec les 4 autres unités de Classe Donghae.

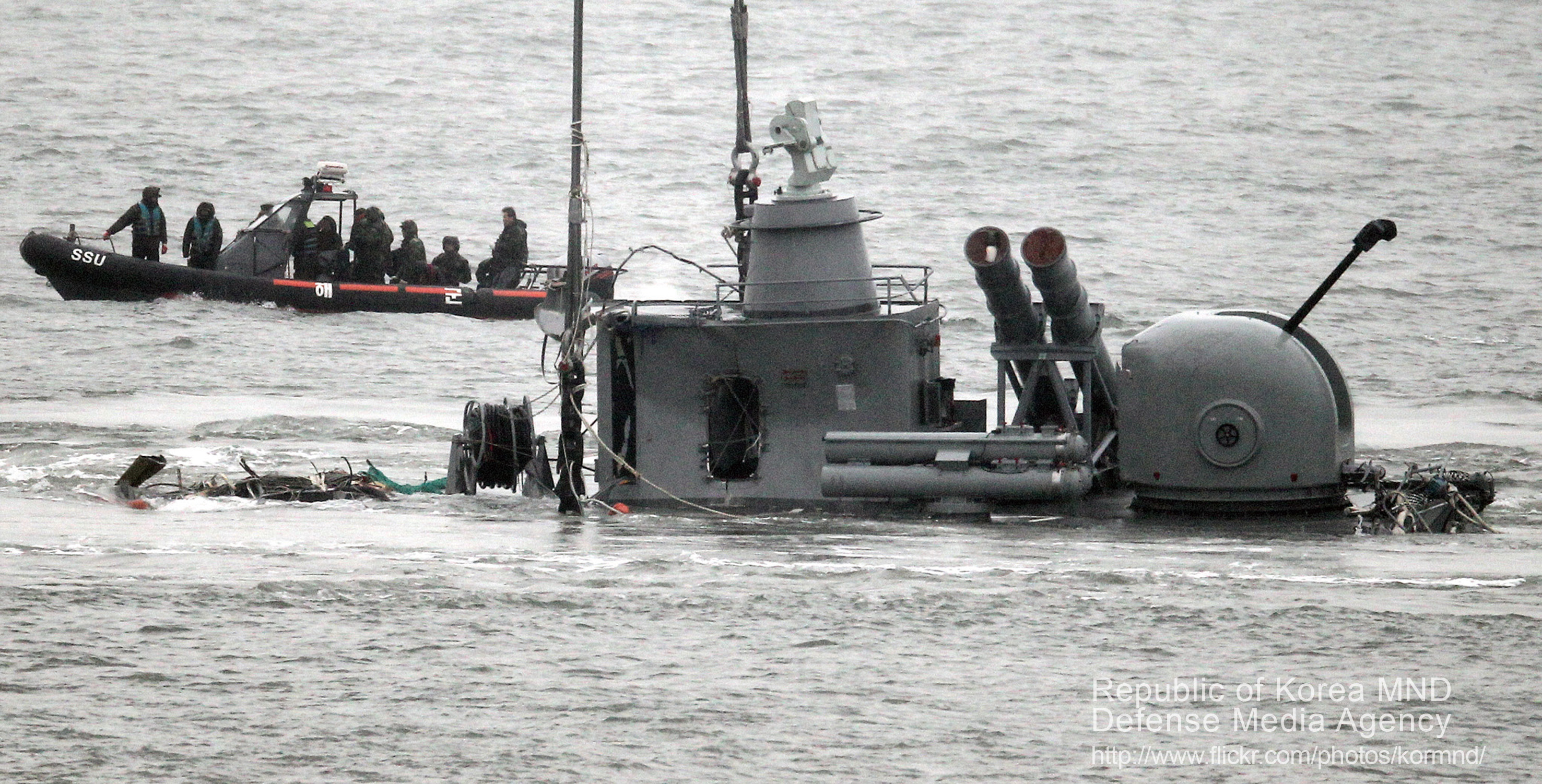
Le après son torpillage.

Le ROKS Cheonan (PCC-772), qui a été coulé le 26 mars 2010 lors de l'incident de Baengnyeong par un sous-marin nord-coréen, était également un navire de patrouille de classe Pohang. Le système de détection de torpilles SLQ-261K a été installé sur les autres navires en raison du naufrage du Cheonan.

## Unités
| Nom              | Numéro de coque | Constructeur                             | Lancement         | Fin de carrière   | Statut                                                                  |
| ---------------- | --------------- | ---------------------------------------- | ----------------- | ----------------- | ----------------------------------------------------------------------- |
| ROKS Pohang      | PCC-756         | Hanjin Heavy Industries                  | 7 février 1984    | 30 juin 2009      | Navire musée à Pohang                                                   |
| ROKS Gunsan      | PCC-757         | Hanjin Heavy Industries                  | 27 mars 1984      | 30 septembre 2011 | Démantelé en 2011                                                       |
| ROKS Gyeongju    | PCC-758         | Hyundai Heavy Industries                 | 8 juin 1984       | 30 décembre 2014  | Transféré à la Peruvian Coast Guard (en) sous le nom de BAP Ferré       |
| ROKS Mokpo       | PCC-759         | Daewoo Shipbuilding & Marine Engineering | 12 octobre 1984   | 30 décembre 2014  | Démantelé en 2018                                                       |
| ROKS Gimcheon    | PCC-761         | Hanjin Heavy Industries                  | 25 novembre 1985  | 31 décembre 2015  | Transféré à la Marine populaire vietnamienne sous le nom de HQ-18       |
| Chungju          | PCC-762         | Hanjin Heavy Industries                  | 24 janvier 1986   | 31 décembre 2016  | Transféré à la Marine philippine sous le nom de BRP Conrado Yap (PS-39) |
| ROKS Jinju       | PCC-763         | Hyundai Heavy Industries                 | 12 février 1986   | 31 décembre 2016  | Transféré à la Marine égyptienne sous le nom de ENS Shabab Misr         |
| ROKS Yeosu       | PCC-765         | Daewoo S&M Engineering                   | 14 juin 1986      | 27 décembre 2017  | Transféré à la Marine populaire vietnamienne sous le nom de HQ-20       |
| ROKS Jinhae      | PCC-766         | Hanjin Heavy Industries                  | 18 mars 1987      | 27 décembre 2018  | Élimination pour exercice d’entraînement de la flotte                   |
| ROKS Suncheon    | PCC-767         | Hanjin Heavy Industries                  | 3 avril 1987      | 24 décembre 2019  | Transféré à la marine péruvienne sous le nom de BAP Guise (CC-28)       |
| ROKS Iskan       | PCC-768         | Hyundai Heavy Industries                 | 24 mars 1987      | 31 décembre 2018  | Transféré à la Marine nationale colombienne sous le nom de ARC Boyacá   |
| ROKS Wonju       | PCC-769         | Daewoo Shipbuilding & Marine Engineering | 1989              |                   | Service Actif                                                           |
| ROKS Andong      | PCC-771         | Hanjin Heavy Industries                  | 30 avril 1987     |                   | Service actif                                                           |
| ROKS Cheonan     | PCC-772         | Hanjin Heavy Industries                  | 1989              | 20 mars 2010      | Coulé par la Corée du Nord (Navire musée)                               |
| ROKS Bucheon     | PCC-773         | Hyundai Heavy Industries                 | 1990              |                   | Service actif                                                           |
| ROKS Seongnam    | PCC-775         | Daewoo S&M Engineering                   | 1990              |                   | Service actif                                                           |
| ROKS Jecheon     | PCC-776         | Hanjin Heavy Industries                  | 1990              |                   | Service actif                                                           |
| ROKS Daecheon    | PCC-777         | Hyundai Heavy Industries                 | 1991              |                   | Service actif                                                           |
| ROKS Sokcho      | PCC-778         | Hyundai Heavy Industries                 | 1991              |                   | Service actif                                                           |
| ROKS Yeongju     | PCC-779         | Hyundai Heavy Industries                 | 1991              |                   | Service actif                                                           |
| ROKS Namwon      | PCC-781         | Daewoo S & M Engineering                 | 1991              |                   | Service actif                                                           |
| ROKS Gwangmyeong | PCC-782         | Hanjin Heavy Industries                  | 1991              |                   | Service actif                                                           |
| ROKS Sinseong    | PCC-783         | Hyundai Heavy Industries                 | 1992              |                   | Service actif                                                           |
| ROKS Gongju      | PCC-785         | Hanjin Heavy Industries                  | 21 septembre 1992 |                   | Service actif                                                           |

## Galerie

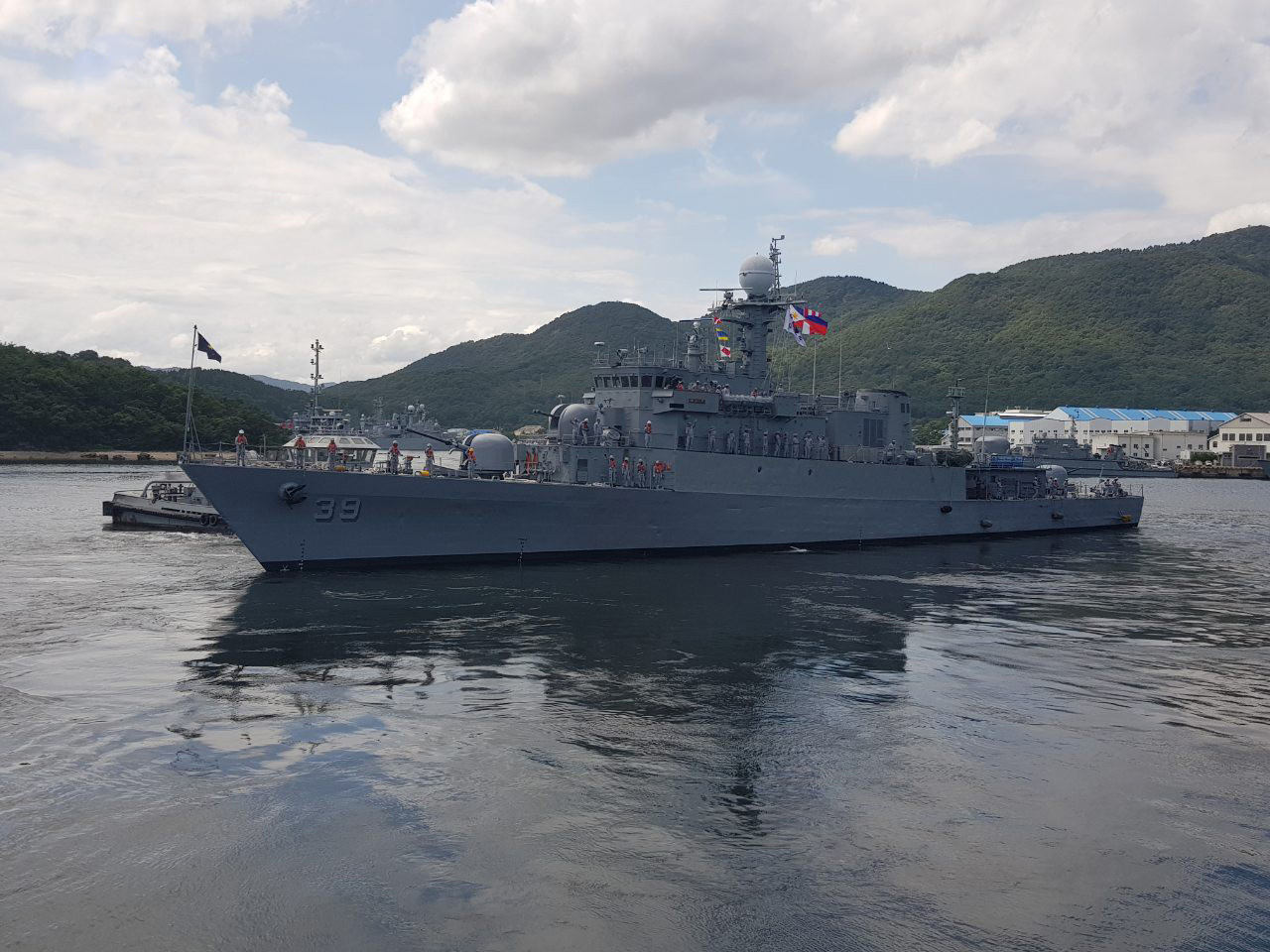
BRP Conrado Yap (PS-39) (ex-Chungju)
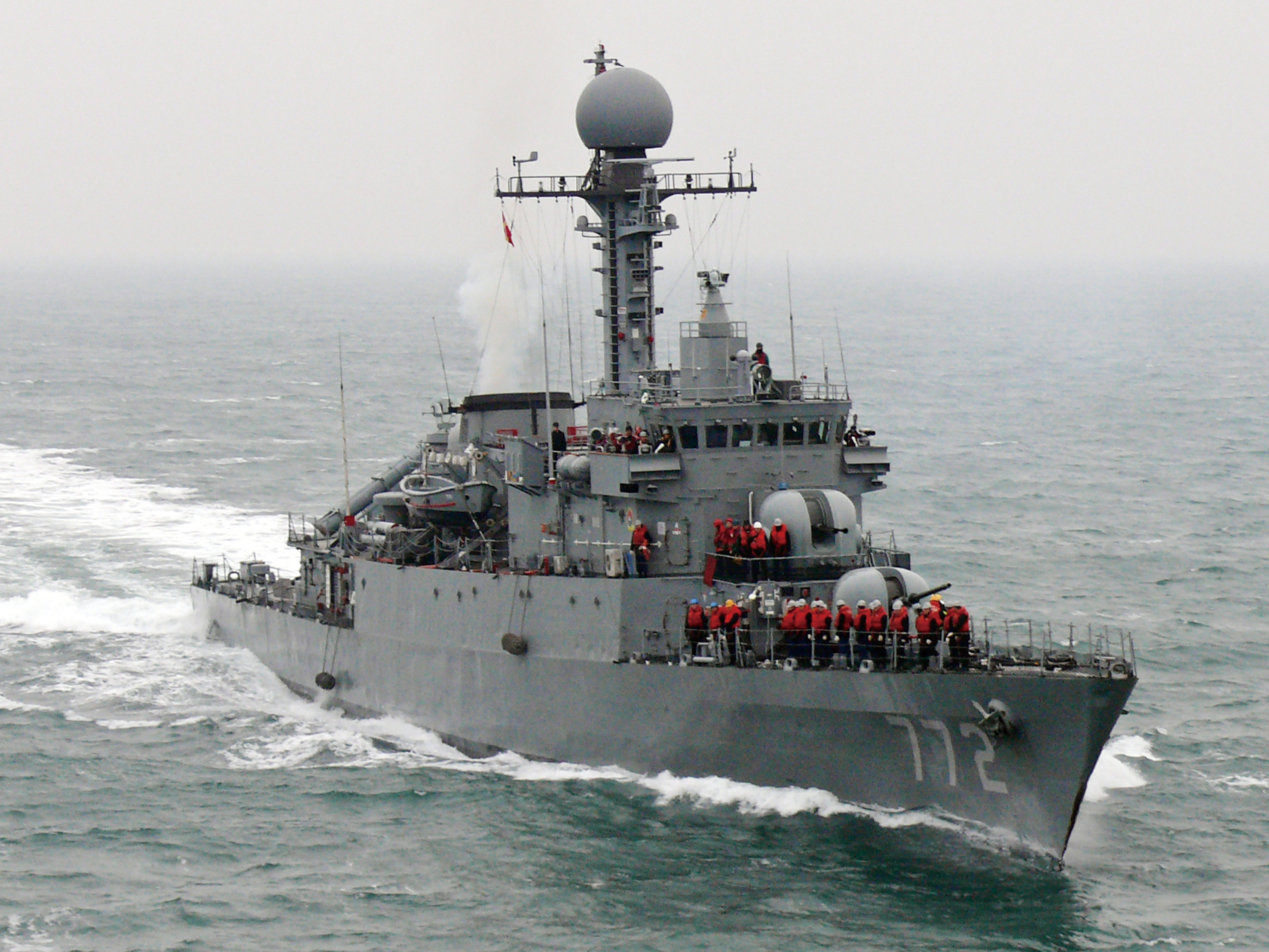
ROKS Cheonan (PPC-772)